# Sydamerikanska mästerskapet i basket 1943
Sydamerikanska mästerskapet i basket 1943 spelades i Lima, Peru och vanns av Peru. 6 lag deltog, bland dem debuterande Bolivia.

## Slutställning
1. Argentina
2. Uruguay
3. Peru
4. Chile
5. Paraguay
6. Bolivia

## Resultat

### Inledande omgång
Alla mötte varandra en gång. De fyra bästa gick till finalomgång.
| Placering | Lag       | Poäng | Vinst | Förlust | Gjorda poäng | Insläppta poäng | Poängskillnad |
| --------- | --------- | ----- | ----- | ------- | ------------ | --------------- | ------------- |
| 1         | Peru      | 10    | 5     | 0       | 205          | 134             | +71           |
| 2         | Uruguay   | 9     | 4     | 1       | 223          | 117             | +106          |
| 3         | Chile     | 8     | 3     | 2       | 222          | 166             | +56           |
| 4         | Argentina | 7     | 2     | 3       | 204          | 154             | +50           |
| 5         | Paraguay  | 6     | 1     | 4       | 121          | 292             | -171          |
| 6         | Bolivia   | 5     | 0     | 5       | 137          | 249             | -112          |

| Peru      | 23 - 21 | Uruguay   |
| Peru      | 38 - 37 | Chile     |
| Peru      | 42 - 32 | Argentina |
| Peru      | 66 - 22 | Paraguay  |
| Peru      | 36 - 22 | Bolivia   |
| Uruguay   | 39 - 33 | Chile     |
| Uruguay   | 30 - 24 | Argentina |
| Uruguay   | 72 - 15 | Paraguay  |
| Uruguay   | 61 - 22 | Bolivia   |
| Chile     | 40 - 27 | Argentina |
| Chile     | 56 - 23 | Paraguay  |
| Chile     | 56 - 39 | Bolivia   |
| Argentina | 66 - 20 | Paraguay  |
| Argentina | 55 - 22 | Bolivia   |
| Paraguay  | 41 - 32 | Bolivia   |

### Finalomgång
De fyra bästa lagen gick till final, där alla möttevarandra en gang. Bara matcherna I denna omgång användes för att avgöra finalserien.
| Placering | Lag       | Poäng | Vinst | Förlust | Gjorda poäng | Insläppta poäng | Poängskillnad |
| --------- | --------- | ----- | ----- | ------- | ------------ | --------------- | ------------- |
| 1         | Argentina | 6     | 3     | 0       | 106          | 79              | +27           |
| 2         | Uruguay   | 5     | 2     | 1       | 102          | 82              | +20           |
| 3         | Peru      | 4     | 1     | 2       | 90           | 84              | +6            |
| 4         | Chile     | 3     | 0     | 3       | 77           | 130             | -53           |

| Argentina | 32 - 29 | Uruguay |
| Argentina | 34 - 23 | Peru    |
| Argentina | 40 - 27 | Chile   |
| Uruguay   | 66 - 22 | Peru    |
| Uruguay   | 46 - 27 | Chile   |
| Peru      | 44 - 23 | Chile   |

Argentinas laguppställning: Candido Arrua (Santa Fe), Jose Alberto Beltran (Capital Federal), Carlos Jensen Buhl (Capital Federal), Julio Carrasco (Santa Fe), Gustavo Chazarreta (Stgo del Estero), Mario Jimenez (Stgo del Estero), Rafael Lledo (Stgo del Estero), Italo Malvicini (Santa Fe), Marcelino Ojeda (Corrientes), Hector Romagnolo (Capital Federal), Carlos Sanchez (Stgo del Estero), Oscar Serena (Santa Fe). Coach: Saul Ramirez Manfredi.